# Tenuipalpus ilocanus
Tenuipalpus ilocanus är en spindeldjursart som beskrevs av Corpuz-Raros 1978. Tenuipalpus ilocanus ingår i släktet Tenuipalpus och familjen Tenuipalpidae. Inga underarter finns listade i Catalogue of Life.